# ریناتا
ریناتا (انگلیسی: Renata) شرکت باتری‌سازی سوئیسی است، که در سال ۱۹۵۲ تأسیس شد.